# Ferrovia Bari-Taranto (FSE)
La ferrovia Bari–Taranto è una linea ferroviaria italiana gestita dalle Ferrovie del Sud Est. Essa collega il capoluogo di Bari con quello di Taranto, unendo la sponda Adriatica a quella Ionica passando per Putignano e Martina Franca. Viene indicata dal gestore come Linea 1.
È l'alternativa più interna al percorso più diretto gestito da Rete Ferroviaria Italiana che, come Ferrovie del Sud Est, è parte del Gruppo FS Italiane.

## Storia
| Tratta                     | Inaugurazione    |
| -------------------------- | ---------------- |
| Bari–Putignano             | 12 agosto 1900   |
| Putignano–Locorotondo      | 14 dicembre 1903 |
| Locorotondo–Martina Franca | 24 dicembre 1925 |
| Martina Franca–Taranto     | 22 aprile 1931   |

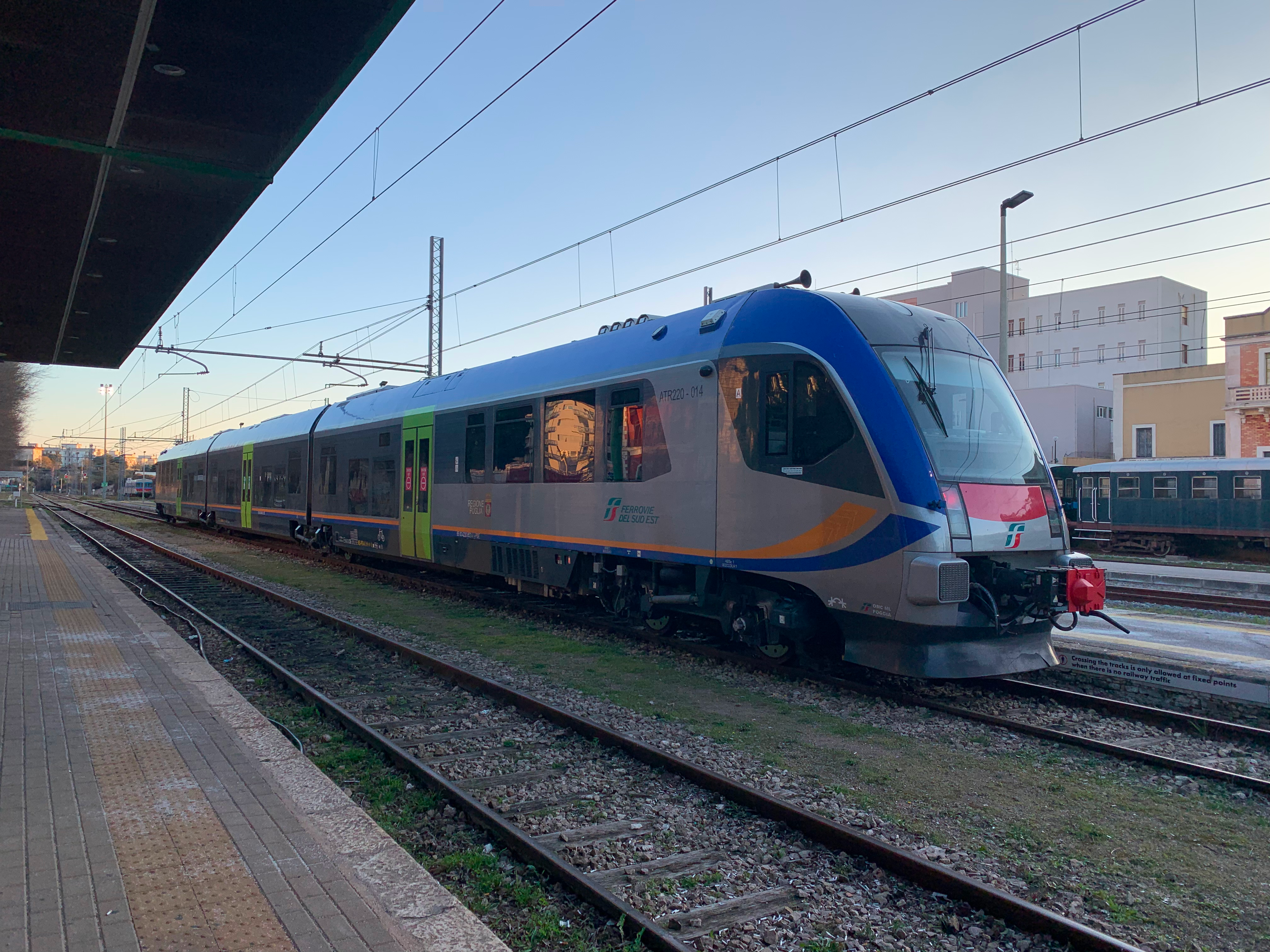
ATR 220 in livrea DPR fermo alla stazione di Martina Franca

I primi progetti per una strada ferrata che servisse l'entroterra barese risalgono al 1868, quando l'ingegnere Michele Lofoco progettò una linea che collegasse Bari, Putignano, Gioia del Colle, Brindisi, Alberobello e Locorotondo; pochi anni dopo (1871) l'ingegner Giorgio De Vincentiis propose al Consiglio provinciale di Bari la costruzione di una linea Bari-Capurso-Putignano-Martina Franca.
Nel 1884 si costituì un consorzio tra i comuni interessati alla ferrovia, che commissionarono all'ingegner Eugène Vilers (direttore d'esercizio della tranvia Bari-Barletta) un progetto di massima per la sua realizzazione: tale progetto, presentato nel 1886, prevedeva una linea principale tra Bari e Putignano, una linea diramantesi dalla precedente tra Capurso e Putignano e una terza sezione tra Putignano e Locorotondo per complessivi 106,751 km e trazione a vapore.
Il 22 febbraio 1896 la società inglese The Subventioned Railways Corporation Ltd., con sede a Londra e rappresentanze a Roma e Bari, ottenne l'approvazione della concessione per la costruzione e l'esercizio della ferrovia Bari-Locorotondo, con diramazioni Capurso-Putignano, che riprendeva i progetti di De Vincentiis e Vilers. Della società britannica erano rappresentanti Domenico Mattei, imprenditore di Livorno, e Giuseppe Regazzoni, finanziere comasco; maggior socio della società era il marchese livornese Alfonso de Ghantuz Cubbe.
Il progetto fu successivamente rivisto, diramando la linea da Mungivacca; la prima tratta, tra Bari e Putignano, fu aperta al servizio il 12 agosto 1900, mentre la Putignano-Locorotondo aprì il 14 dicembre 1903. L'insufficiente traffico della linea e gli oneri di costruzione fecero sì che la società entrasse in difficoltà finanziarie, aggravate dal fallimento (avvenuto nel 1906) della banca comasca Sala Regazzoni & C., principale finanziatrice della società, la quale fu dichiarata fallita il 10 ottobre 1906.
L'esercizio ferroviario fu dapprima affidato al curatore fallimentare della "Subventioned", e quindi, nel 1908, alla Società anonima delle ferrovie sussidiate, quotata dal 1913 alla Borsa di Milano. Dopo un discreto inizio, i conti sociali ritornarono in rosso, tanto da portare nel 1918 al commissariamento dell'azienda; l'anno successivo il pacchetto azionario di maggioranza fu acquistato dalla Banca Italiana di Sconto, la quale lo cedette pochi anni dopo all'avvocato Ugo Pasquini.
Nel frattempo, il 12 luglio 1911 la Società anonima italiana per le ferrovie salentine aveva ottenuto la concessione per la costruzione e l'esercizio della tratta Francavilla Fontana-Ceglie Messapica-Martina Franca-Locorotondo, che si sarebbe dovuta connettere con l'esistente linea: la connessione tra le due linee avvenne il 24 dicembre 1925 con l'apertura della Martina Franca-Locorotondo.
Sempre nel 1925 le "Salentine" avevano ottenuto anche la concessione per la tratta Martina Franca-Taranto, linea ipotizzata sin dal 1896; le difficoltà finanziarie della famiglia Bombrini, proprietaria della società, portarono al commissariamento della stessa, e per non pregiudicare la costruzione della Taranto-Martina la concessione fu ceduta nel 1929 alla Società anonima per le strade ferrate pugliesi. Il primo treno tra Martina Franca e Taranto transitò il 13 dicembre 1930, e l'esercizio regolare iniziò il 22 aprile dell'anno successivo.
Il 6 agosto 1931 si costituì a Roma la Società Anonima Italiana per le Ferrovie del Sud Est, la quale incorporò il successivo 30 settembre la Società anonima italiana per le ferrovie salentine e la Società anonima delle ferrovie sussidiate e nel 1933 mediante un aumento di capitale attuato tramite la controllata Strade Ferrate Sarde, passò sotto il controllo dell'azienda anche la Società anonima per le strade ferrate pugliesi.
Il 14 giugno 2012 iniziarono i lavori di elettrificazione della linea a 3000 V corrente continua, finanziati dal Fondo europeo di sviluppo regionale; nel 2015 avvennero i collaudi dell'impianto, con l'impiego di un'automotrice Stanga-TIBB noleggiata dall'Ente Autonomo Volturno. I lavori di elettrificazione furono completati tra Noicattaro e Taranto. Da Noicattaro a Mungivacca non venne elettrificata poiché dal 2019 è in fase di raddoppio e l'elettrificazione è prevista nell'ambito di tali lavori.
Nel corso del 2018 venne sostituito l'armamento nel tratto Putignano-Martina Franca, e nel 2022 fu rimossa l'elettrificazione mai utilizzata, poiché il servizio era sempre effettuato da autotreni diesel; inoltre sullo stesso tratto vi furono numerosi episodi di furti di rame. Dopo all'incirca un anno, nel 2023, venne reinstallata la catenaria elettrica e tensionata; i due interventi furono legati all'introduzione futura del sistema SCMT. Il 16 ottobre 2023, dopo diversi test effettuati in orario notturno, è avvenuta la prima corsa in regolare servizio passeggeri con l'unità elettrica Newag Impuls 2 36WEb ETR 322-009 tra Putignano e Martina Franca.
Nel corso del 2020, anche tra Martina Franca e Taranto, fu rimossa l'elettrificazione mai utilizzata e oggetto di numerosi furti di rame. Dopo all'incirca un anno, a giugno 2021, viene dato l'avvio alla sostituzione dell'armamento ferroviario ormai obsoleto, conclusosi a maggio del 2022, interventi propedeutici all'elettrificazione e all'introduzione futura del sistema SCMT.
Dal 9 giugno 2024 è stata riaperta solo la tratta da Rutigliano a Putignano con le fermate di Rutigliano, Conversano e Castellana Grotte. Rimane da completare il tratto da Rutigliano a Bari Mungivacca. Dallo stesso giorno a causa di un probabile crollo di un palazzo la circolazione tra Taranto Galese e Taranto è interrotta ed è sostituita da bus. Il successivo 1 settembre riprende la circolazione sul tratto sospeso a seguito della messa in sicurezza del versante.
Rimangono da rielettrificare i tratti da Mungivacca a Putignano, la cui rielettrificazione è prevista per il 2026, e da Martina Franca a Taranto, dov'è già in corso con la previsione di attivazione per fine 2025. Con l'elettrificazione dell'intera linea si potrà viaggiare da Bari a Taranto senza dover cambiare treno.
Tra Mungivacca e Martina Franca è in fase di installazione il Sistema Controllo Marcia Treno, mentre tra Martina Franca e Taranto è prevista l'installazione di tale sistema ma non ne sono ancora stati avviati i lavori.

## Servizio passeggeri
Fino al 2019, il servizio passeggeri di questa linea veniva principalmente svolto sulle tratte Bari Centrale-Martina Franca e Martina Franca-Taranto, con sporadici treni diretti da Bari a Taranto e viceversa. A partire dallo stesso anno, a seguito di lavori di ammodernamento e manutenzione sulla tratta Mungivacca-Putignano, il servizio è stato temporaneamente riorganizzato con corse limitate alle relazioni Putignano-Martina Franca e Martina Franca–Taranto, prevedendo invece servizi bus sostitutivi per il tratto Bari Centrale-Putignano via Conversano.
Dal 2 maggio 2022, in occasione del ripristino dell'armamento, sulla relazione Martina Franca-Taranto è stata introdotta una coppia aggiuntiva di treni limitata a Statte, coprendo quindi il tratto Martina Franca-Statte e ritorno.
Nel novembre 2023 su questa linea è stato introdotto per la prima volta il servizio ferroviario nei giorni festivi unicamente nella relazione Putignano-Martina Franca, non prevedendo invece servizi festivi per la relazione Martina Franca-Taranto.
Dal 10 giugno 2024 è stata riaperta la tratta Putignano-Rutigliano, istituendo quindi una terza relazione sulla linea.
La tratta Rutigliano-Bari Centrale è invece attualmente sospesa; la sua riapertura è prevista per il 14 settembre 2025, in occasione del cambio orario autunnale, con un servizio a trazione termica effettuato da treni diesel. In questa fase, le stazioni di Triggiano e Capurso non saranno servite, poiché, oltre a non essere ancora pronte per l’entrata in servizio commerciale, la loro collocazione in galleria non consente la sosta di treni diesel in caso di soste prolungate, a causa di insufficienti sistemi di aerazione e in conformità alle normative vigenti. Durante il periodo di attrezzaggio alla trazione elettrica, le due stazioni saranno servite da un servizio automobilistico sostitutivo in affiancamento al servizio ferroviario. Tali stazioni saranno nuovamente attivate in concomitanza all’attrezzaggio della linea per la trazione elettrica, previsto per il 2026, quando sarà possibile il transito con treni elettrici, che a differenza dei treni diesel, potranno sostare nelle stazioni interrate di Triggiano e Capurso.
Dal 24 novembre 2024, nei giorni festivi, tornano cinque coppie di treni diretti tra Bari Centrale e Martina Franca e, a partire dal 29 giugno 2025, nei giorni feriali, tornano due coppie di treni diretti tra Bari Centrale e Martina Franca, ripristinando parzialmente il servizio passeggeri attivo fino al 2019 nei soli giorni feriali. Questi collegamenti, effettuati con unità elettriche, non prevedono cambi e, a causa della chiusura della tratto di linea via Conversano, il percorso prevede l'utilizzo della linea 1 da Bari Centrale a Mungivacca, da Mungivacca si utilizza la linea 1 bis fino a Putignano per poi proseguire nuovamente sulla linea 1 verso Martina Franca.
Al termine dei lavori di raddoppio e di elettrificazione dell’intera tratta, il servizio passeggeri sarà unificato in un’unica relazione Bari-Taranto, eliminando la necessità di cambi intermedi.

## Caratteristiche

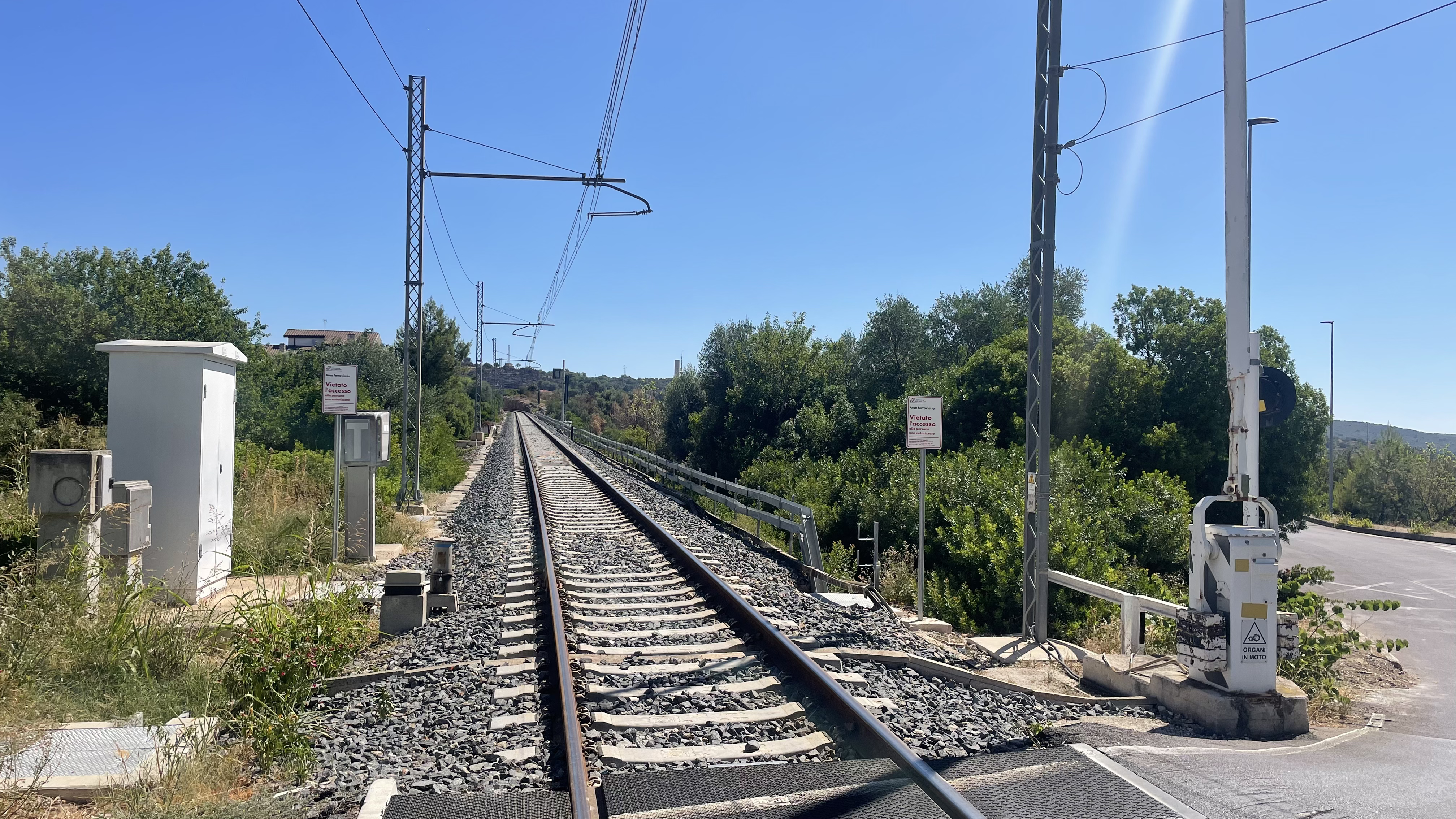
La linea ferroviaria nei pressi di Statte al PL situato al km 99+436

La linea, lunga 112,630 km, è una ferrovia a scartamento ordinario, a binario doppio tra l'innesto col perimetro della stazione di Bari Centrale e Rutigliano e a binario singolo per tutto il resto del percorso da Rutigliano fino a Taranto.
È attrezzata nella sua interezza con BCA e con SCMT nel solo tratto Bari Centrale-Mungivacca, è in corso l'attrezzaggio SCMT da Mungivacca a Martina Franca.
Da settembre 2019 risulta essere attiva la trazione elettrica nel tratto Bari Centrale-Mungivacca, da ottobre 2023 nel tratto Putignano-Martina Franca mentre durante l’estate 2025 sono stati ultimati i lavori di attrezzaggio nel tratto Martina Franca-Taranto con previsione di attivazione per dicembre 2025, sono invece in corso i lavori di attrezzaggio nel tratto Mungivacca-Putignano dove attualmente permane la trazione termica.
La circolazione sulla linea è regolata da Dirigente Centrale Operativo (DCO) con sede a Mungivacca, ad eccezione dei seguenti tratti:
- per il primo e l'ultimo tratto, entrambi gestiti ed affiancati alla rete di Rete Ferroviaria Italiana (rispettivamente la linea Adriatica a Bari e la linea Taranto-Brindisi a Taranto), la circolazione è regolata dal Dirigente Movimento (DM);
- tra l'innesto con la linea Adriatica e Mungivacca, la regolazione è affidata al Dirigente Locale (DL).

Ha una pendenza massima del 25 per mille, raggiunta nel tratto tra Castellana Grotte, Putignano e Noci.

### Percorso
| Continuation backward |

| Unknown route-map component "CONTgq" | Junction both to and from right |  |

| Unknown route-map component "d" |  | Straight track | Unknown route-map component "STR+l" | Unknown route-map component "dCONTfq" |

| Unknown route-map component "d" | Unknown route-map component "CONTgq" | Unknown route-map component "KRZhl" | Unknown route-map component "KRZhr" | Unknown route-map component "dSTR+r" |

| Unknown route-map component "d" |  | Straight track | Stop on track | Unknown route-map component "dSTR" |

|  | Unknown route-map component "dKBHFa-L" | Unknown route-map component "BHF-M" | Unknown route-map component "KBHFe-M" | Unknown route-map component "dKBHFe-R" |

|  | Unknown route-map component "dSTR2" | Unknown route-map component "ABZgl" + Unknown route-map component "STRc3" | Unknown route-map component "CONTfq" | Unknown route-map component "d" |

| Unknown route-map component "STRc1" | Unknown route-map component "ABZg+4" |  |

| Station on track |

| Unknown route-map component "SKRZ-Bu" |

| Station on track |

| Unknown route-map component "STRc2" | Unknown route-map component "ABZg3" |  |

| Unknown route-map component "dSTRc2" | Unknown route-map component "STR3+1" | Small non-passenger station on track + Unknown route-map component "STRc4" |  | Unknown route-map component "d" |

| Unknown route-map component "dLSTR+1" | Unknown route-map component "STRc4" | Small non-passenger station on track |  | Unknown route-map component "d" |

| Unknown route-map component "dLSTR" | Unknown route-map component "KRW+l" | Unknown route-map component "xKRWgr" |  | Unknown route-map component "d" |

| Unknown route-map component "dLSTR" | Non-passenger station/depot on track | Unknown route-map component "exBHF" |  | Unknown route-map component "d" |

| Unknown route-map component "dLSTR" | Unknown route-map component "KRWl" | Unknown route-map component "xKRWg+r" |  | Unknown route-map component "d" |

| Unknown route-map component "dLSTR" |  | Station on track |  | Unknown route-map component "d" |

| Unknown route-map component "dLSTR" |  | Station on track |  | Unknown route-map component "d" |

| Unknown route-map component "dLSTR" |  | Stop on track |  | Unknown route-map component "d" |

| Unknown route-map component "dLSTR" |  | Small non-passenger station on track |  | Unknown route-map component "d" |

| Unknown route-map component "dLSTR2" | Unknown route-map component "STRc3" | Station on track |  | Unknown route-map component "d" |

| Unknown route-map component "dSTRc1" | Unknown route-map component "STRl+4" | Unknown route-map component "ABZgr" |  | Unknown route-map component "d" |

| Stop on track |

| Unknown route-map component "SKRZ-G2u" |

| Station on track |

| Station on track |

| Unknown route-map component "SKRZ-G2o" |

| Station on track |

|  | Unknown route-map component "ABZg+l" | Unknown route-map component "CONTfq" |

| Enter and exit tunnel |

| Station on track |

| Stop on track |

| Unknown route-map component "eHST" |

| Stop on track |

| Unknown route-map component "eHST" |

| Stop on track |

| Station on track |

| Stop on track |

| Unknown route-map component "exCONTgq" | Unknown route-map component "eKRZo" | Unknown route-map component "exCONTfq" |

| Station on track |

|  | Unknown route-map component "ABZg+l" | Unknown route-map component "CONTfq" |

| Station on track |

| Unknown route-map component "CONTgq" | Junction both to and from right |  |

| Continuation forward |

I convogli in partenza dalla stazione di Bari Centrale, di gestione Rete Ferroviaria Italiana, dal lato più a est della stazione presso i due binari tronchi riservati alle Ferrovie del Sud Est, costeggiano per circa 800 metri via Capruzzi. Anche questo piccolo tratto fino all'innesto effettivo per la linea verso Taranto, insieme alla stazione, è gestito da Rete Ferroviaria Italiana. Dopo l'innesto effettivo verso Taranto, si trova la stazione omonima al nome del vecchio deposito, Bari Sud Est, e successivamente la linea costeggia la trafficata via Amendola per circa tre chilometri e mezzo passando vicino agli uffici finanziari (Bari Executive) e successivamente si arriva al park and ride di Mungivacca con l'omonima stazione. Procedendo verso sud-est, biforcandosi inizialmente con la linea Mungivacca-Putignano, abbandonano il territorio del Comune capoluogo ed entrano nella galleria lunga 4 km che ospiterà le stazioni interrate di Triggiano e Capurso (lavori iniziati nella seconda metà del 2019). La corsa prosegue parallelamente alla costa, a circa 8 km di distanza dalla stessa e circa 100m di quota, in un paesaggio prevalentemente agricolo e pianeggiante, punteggiato di centri abitati compatti e piccole aree produttive. Con un elegante ponte in pietra, i treni superano la lama San Giorgio e servono Noicattaro, Rutigliano, dove terminerà il doppio binario (lavori di cui sopra) e Conversano.
All'ingresso della Valle d'Itria il tracciato si fa tortuoso per rispondere alla morfologia ondulata del territorio di Castellana, Putignano (alcuni di questi comuni dispongono di ulteriori fermate per raggiungere alcuni luoghi attrattivi lontani dal centro), Noci, Alberobello e Locorotondo. Presso Martina Franca si raggiunge il punto più alto della tratta (oltre 400 metri sopra il livello del mare) e una volta superate anche le due fermate poste nella cittadina martinese, ovvero Martina Franca Colonne Grassi, utilizzata per servire gli istituti scolastici della zona Pergolo di Martina Franca e la fermata di San Paolo per servire la frazione martinese, essa inoltre risulta essere la più alta dell'intera ferrovia rispetto al livello del mare con ben 434 metri s.l.m., la ferrovia comincia la discesa verso il mar Ionio e verso Taranto, in direzione sud, dapprima alle pendici dei monti della Valle d'Itria, poi seguendo un percorso pressoché pianeggiante. L'attraversamento dei centri abitati di Crispiano e Statte è ricco di passaggi a livello e di lunghe curve a stretto raggio. Dopo la stazione di Statte, i convogli, una volta percorso il curvone che permette la discesa verso Taranto, proseguono su un territorio pianeggiante e con pochi passaggi a livelli per circa 10 km, dopo i quali, lambendo l'area artigianale di via Statte e scorrendo a est lo stabilimento ex Ilva (adesso Acciaierie d'Italia), entrano nel quartiere Tamburi di Taranto sovrappassando la vecchia linea ferroviaria Bivio Bellavista - Bellavista - Nasisi (detta anche Linea di cintura di Taranto) non attiva dal 1943, trovando successivamente la stazione di Taranto Galese. Nell'ultimo tratto, che è gestito da Rete Ferroviaria Italiana, è affiancata alla linea per Brindisi proveniente da est ed entrambi i binari si dirigono alla stazione del capoluogo ionico, munita di park and ride (di cui i lavori, insieme al complesso dell'intera stazione, sono iniziati nel 2024) e posta nel quartiere artigiano di Porta Napoli. La ferrovia termina all'ingresso nella stazione di Taranto, gestita anch'essa da Rete Ferroviaria Italiana, dove i convogli provenienti dalla precedente stazione di Taranto Galese terminano la corsa presso la stazione di Taranto, presso il binario numero 6.